# Ptičonoga majušna
Ptičonoga majušna (lat. Ornithopus perpusillus), jednogodišnja raslinja iz roda ptičja noga, porodica mahunarki. Raširena je po Europi i Alžiru, a uvezena je i u neke druge zemlje po svijetu, kao u Indiju, Novi Zeland, Kostariku, Australiju. Zabilježena je i u Hrvatskoj.
Ptičonoga majušna (=malena ptičja noga) stariji je hrvatski naziv ove biljke zabilježen 1876.